# Порсиункула
Порсиункула (порт. Porciúncula) — муниципалитет в Бразилии, входит в штат Рио-де-Жанейро. Составная часть мезорегиона Северо-запад штата Рио-де-Жанейро. Входит в экономико-статистический микрорегион Итаперуна. Население составляет 17 178 человек на 2007 год. Занимает площадь 302,201 км². Плотность населения — 56,8 чел./км².

## История
Город основан 21 августа 1947 года.

## Статистика
- Валовой внутренний продукт на 2005 год составляет 172 175 тысяч реалов (данные: Бразильский институт географии и статистики).
- Валовой внутренний продукт на душу населения на 2005 год составляет 10 235,00 реалов (данные: Бразильский институт географии и статистики).
- Индекс развития человеческого потенциала на 2000 год составляет 0,730 (данные: Программа развития ООН).

## География
Климат местности: тропический. В соответствии с классификацией Кёппена, климат относится к категории Aw.